# 질량백분율
혼합물 내의 물질의 질량백분율(質量百分率, 영어: mass fraction 또는 mass percent)은 화학에서 혼합물의 총 질량({\displaystyle m_{\text{tot}}}) 대비 물질의 질량({\displaystyle m_{i}}) 비율({\displaystyle w_{i}})이다. 공식으로 표현하면 다음과 같다:
{\displaystyle w_{i}={\frac {m_{i}}{m_{\text{tot}}}}.}

## 개요
퍼센트(백분율)에는 무게 퍼센트와 부피 퍼센트가 있는데, 흔히 사용되는 것은 무게 퍼센트이다. 이것은 용질의 그램수와 총매의 그램수의 합계가 100이 되도록 비율을 만드는 것이다. 예를 들면 3%의 소금물을 만들려면 물 97g에 소금을 3g 녹여서 합계를 100g으로 하는 것이다. 액체는 무게를 측정하기보다 부피를 측정하는 것이 쉬우므로, 용질·용매가 모두 액체일 때는 부피 퍼센트를 쓰는 경우가 많다, 예를 들면, 10%의 알코올 용액은 알코올 10cm3에 물을 90cm3가 한다. 이때 흔합한 용액은 부피가 감소하여 100cm3가 되지 않지만, 혼합하기 전의 합계가 100cm3가 되도록 하여 계산한다.  무게 퍼센트로 나타내는 수용액을 만들 때는 고체인 용질은 무게를 재지만 물은 근사적으로 1cm3를 Ig으로 하여 부피를 재서 만들기도 한다.  퍼센트 농도에서는 농도를 알고 있어도 그 용액내의 용질의 양을 간단히 정할 수가 없다. 무게 퍼센트일 때는 용액와 무게를 측정해서 계산해야 한다. 부피 퍼센트에서는 부피의 변화가 없으면 되지만, 부피 변화가 있는 경우는 얼마나 감소했는지 모르면 구할 수가 없다.